# Die Ärzte
Die Ärzte (njem. "liječnici") je njemački glazbeni rock/punkrock sastav iz Berlina koji se koji je osnovan u 1982. godini. Sastav se razišao u 1988. godini i ponovo se okupljaju u promijenjnom sastavu 1993. g. 
Sastav uglavnom svira rock glazbu s njemačkim tekstovima i koristi elemente punkrocka. Uz glazbenu skupinu Die Toten Hosen, jedan su od komercijalno, najuspješnijih njemačkih sastava s korijenima u punk rocku.

## Diskografija

### Albumi
- 1984.: Debil
- 1985.: Im Schatten der Ärzte
- 1986.: Die Ärzte
- 1987.: Ist das alles? (kompilacija)
- 1987.: Ab 18 (kompilacija)
- 1988.: Das ist nicht die ganze Wahrheit …
- 1988.: Nach uns die Sintflut (uživo)
- 1989.: Die Ärzte früher! (kompilacija)
- 1993.: Die Bestie in Menschengestalt
- 1994.: Das Beste von kurz nach früher bis jetze (kompilacija)
- 1995.: Planet Punk
- 1996.: Le Frisur
- 1998.: 13
- 1999.: Wir wollen nur deine Seele (uživo)
- 1999.: Hot Action Records (uživo)
- 2000.: Runter mit den Spendierhosen, Unsichtbarer!
- 2001.: Männer haben kein Gehirn (kompilacija)
- 2001.: Die Ärzte (kompilacija)
- 2001.: 5, 6, 7, 8 – Bullenstaat!
- 2002.: Rock ’n’ Roll Realschule (uživo)
- 2003.: Geräusch
- 2006.: Bäst of (kompilacija)
- 2007.: Jazz ist anders
- 2009.: Jazzfäst (uživo)
- 2012.: auch
- 2013.: Die Nacht der Dämonen (uživo)
- 2018.: Seitenhirsch (kompilacija)
- 2019.: They’ve Given Me Schrott! – Die Outtakes (kompilacija)

## Vanjske poveznice
- Službena stranica